# Port lotniczy Myitkyina
Port lotniczy Myitkina – międzynarodowy port lotniczy położony w Myitkyina, w Mjanmie.